# Yeomanry

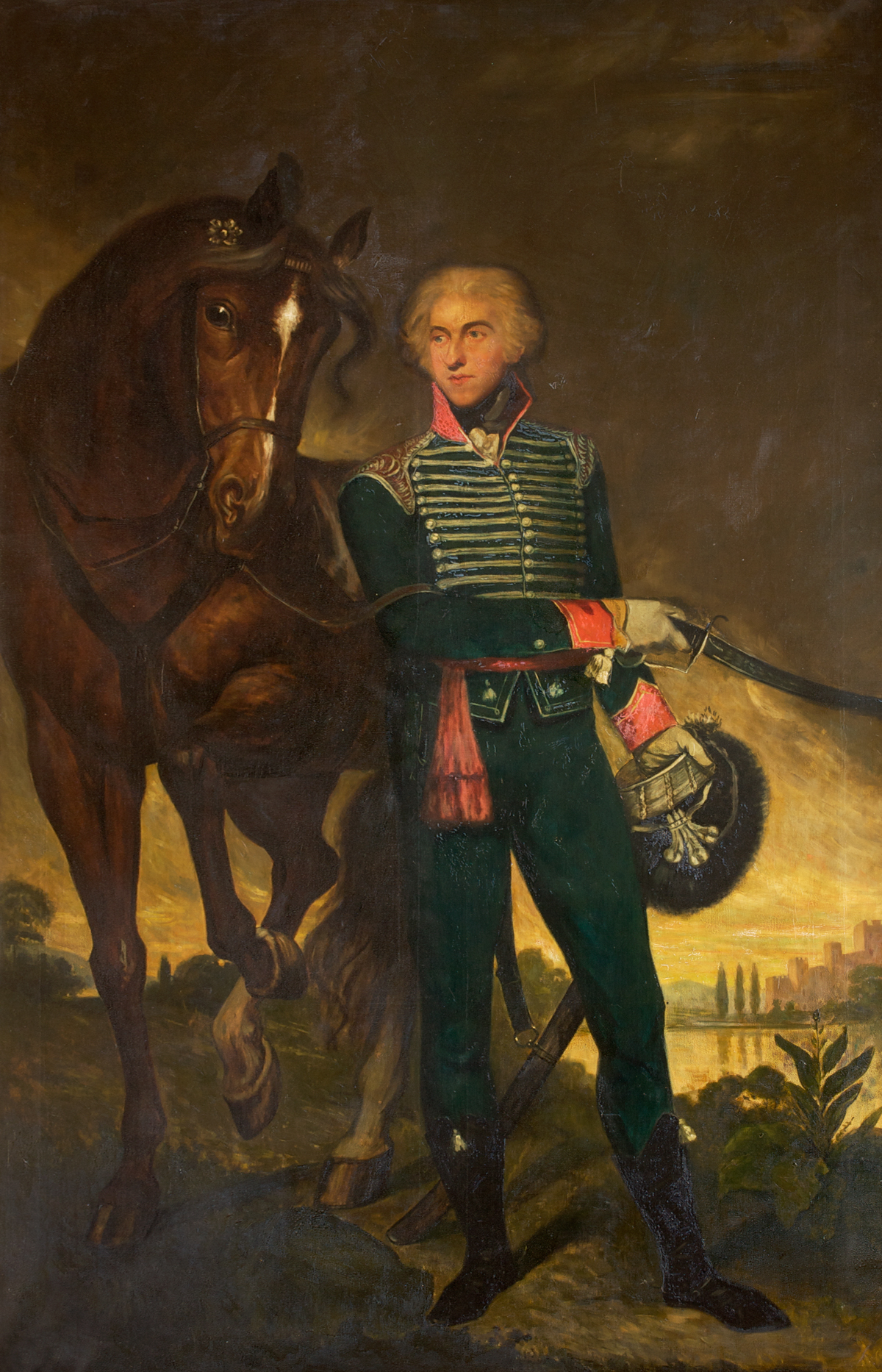
Porträt eines Yeomanry-Offiziers

Als Yeomanry bezeichnet man Territorialverbände der britischen Kavallerie, deren Mannschaften sich primär aus Yeomen rekrutierten. Adel und Besitzbürgertum stellten die Offiziere.
Die Yeomanry wurde in den Koalitionskriegen angesichts der Gefahr einer französischen Invasion als milizartiges Freikorps aufgestellt. So trafen die Briten insbesondere in Irland Gegenmaßnahmen gegen die Bestrebungen der United Irishmen und ihres Anführers Theobald Wolfe Tone, Frankreich zu einer Landung auf der Insel zu bewegen und so einen bereits geplanten Aufstand zu unterstützen. Die irische Regierung erteilte den Landbesitzern und Pächtern den Auftrag, Milizen auszuheben. Sold, Kleidung und Waffen für die Yeoman-Garden wurden von der Regierung bezahlt. Als 1798 schließlich die Rebellion in Irland begann, waren es gerade während der ersten Gefechte und Kampfhandlungen Yeomen, die gegen ihre aufständischen Landsleute kämpften.
Im 19. Jahrhundert wurden sie zunächst nur im Inland eingesetzt, wo sie sich aufgrund der Klassenzugehörigkeit ihrer Mitglieder insbesondere als verlässliche Truppe bei inneren Unruhen bewährten. Gegen Ende des 19. Jahrhunderts wurde die Yeomanry als Landwehrkavallerie in die Heeresreformen miteinbezogen. Das gesellschaftliche Prestige ließ sich mit dem der deutschen Einjährig-Freiwilligen vergleichen. Im Zweiten Burenkrieg setzte man die Yeomanry dann erstmals außerhalb des Mutterlandes ein. Heute stellt die Yeomanry in den britischen Territorialstreitkräften u. a. mehrere Panzerregimenter und ein Panzeraufklärungsregiment. Infolge zahlreicher Umstrukturierungen fungieren aber auch britische Territorialverbände mit Yeomanry-Traditionsnamen als Infanterie, technische Truppen usw. Besonderheiten beim gesellschaftlichen Hintergrund der Rekruten sind nicht mehr feststellbar.